# Rochester (Northumberland)
Pour les articles homonymes, voir Rochester.
Rochester est une paroisse civile et un village du Northumberland, en Angleterre.